# 西北江西教会
西北江西教会（North West Kiangsi Mission）是一个英国独立传教士的布道团体，于1887年成立于中国江西省吴城镇，创立者为英国自养传教士巴兰福（E.J.Blandford），与弟兄会关系密切。
1919年，西北江西教会有以下传教站：吴城镇（1887年）、靖安县（1890年）、义宁州（修水，1896年），西教士15人，受餐信徒201人。